# 天津航天长征火箭制造有限公司
天津航天长征火箭制造有限公司隶属于中国航天科技集团中国运载火箭技术研究院，公司成立于2008年11月，主要涉及中国新一代运载火箭的研制生产及总装，著名产品有长征五号系列火箭及长征七号运载火箭。